# Mauro Nicolau Júnior
Mauro Nicolau Júnior (}, ) é um jurista brasileiro com expressiva atuação em Direito Civil.
Formou-se pela Faculdade de Direito de Presidente Prudente, Instituição Toledo de Ensino, em 1982. Foi funcionário da Justiça, advogado, procurador do Estado do Rio de Janeiro e, finalmente, tornou-se Juiz de Direito, tendo atuado nas comarcas de São Sebastião do Alto, Nova Friburgo, Nova Iguaçu e da capital do Rio de Janeiro. Também leciona há anos em cursos de graduação de Direito, tendo sido professor da Universidade Estácio de Sá quando exercia a judicatura em Nova Friburgo.[carece de fontes?]
Quando juiz da Vara de Família de Nova Friburgo, Mauro Nicolau promoveu uma intensa mobilização social em defesa do menor, atuando diligentemente para que houvesse uma real fiscalização na cidade e um envolvimento da sociedade em geral.[carece de fontes?]
Atualmente, Mauro Nicolau é o magistrado titular da 48ª Vara Cível do Rio de Janeiro, além de professor dos cursos de graduação e pós-graduação da Universidade Cândido Mendes e Professor da Escola de Magistratura do Estado do Rio de Janeiro - EMERJ. É Mestre em Direito Público e Evolução Social pela Universidade Estácio de Sá.[carece de fontes?]
Também é co-autor do livro Prescrição no novo Código Civil - uma análise interdisciplinar. do livro Responsabilidade Civil" - e de um grande número de artigos jurídicos publicados em revistas especializadas. Todavia, os seus estudos e publicações são mais focados nas áreas de Direito de Família e sobre responsabilidade civil.[carece de fontes?]
Outra obra da autoria de Mauro Nicolau seria o livro Paternidade e Coisa Julgada.[carece de fontes?]
Recentemente lançou pela Editora Juruá de Curitiba a obra Novos Direitos, que com diversos renomados autores aborda questões jurídicas e sociais ainda não exploradas pela doutrina.[carece de fontes?]
É acusado de atirar um garfo em uma copeira porque ficou irritado com a demora para que um café fosse servido.
O conhecido jornalista Eduardo Homem de Carvalho revela que foi perseguido por este magistrado e de este ter pedido a sua demissão, por email, ao jornalista Sidney Rezende.
Mais informções no Blog de Jesenbrasil 